# Casa Reitg Llobet
La Casa Llobet o Casa Reitg Llobet és un edifici dins del nucli antic de la població de l'Escala, a l'extrem nord del sector, amb la façana principal al carrer del General Poch.

## Arquitectura
És un edifici de planta rectangular, distribuït en planta baixa i dos pisos. La coberta és de teula a dues vessants. La façana presenta totes les obertures rectangulars. A la planta baixa hi ha una porta d'accés, amb emmarcament motllurat a manera de pilastres. Als costats, dos finestrals enreixats també emmarcats i amb llosana circular. Al primer pis hi ha un balcó corregut sostinguts per grans mènsules, amb barana de línies rectes. Hi tenen sortida dos finestrals delimitats per dues pilastres quadrades amb capitells. Aquestes sostenen un entaulament format per una llinda decorada amb motius vegetals, damunt la qual hi ha una cornisa amb motius geomètrics. Al segon pis hi ha dos balcons exempts amb el mateix tipus de decoració, tot i que a la part superior de la cornisa hi ha un petit timpà. La façana està coronada per un voladís sostingut per quatre mènsules centrals i dues laterals. La façana està emmarcada amb dues filades de carreus regulars decorats i decorada amb un fris profusament decorat a la línia divisòria dels pisos superiors.

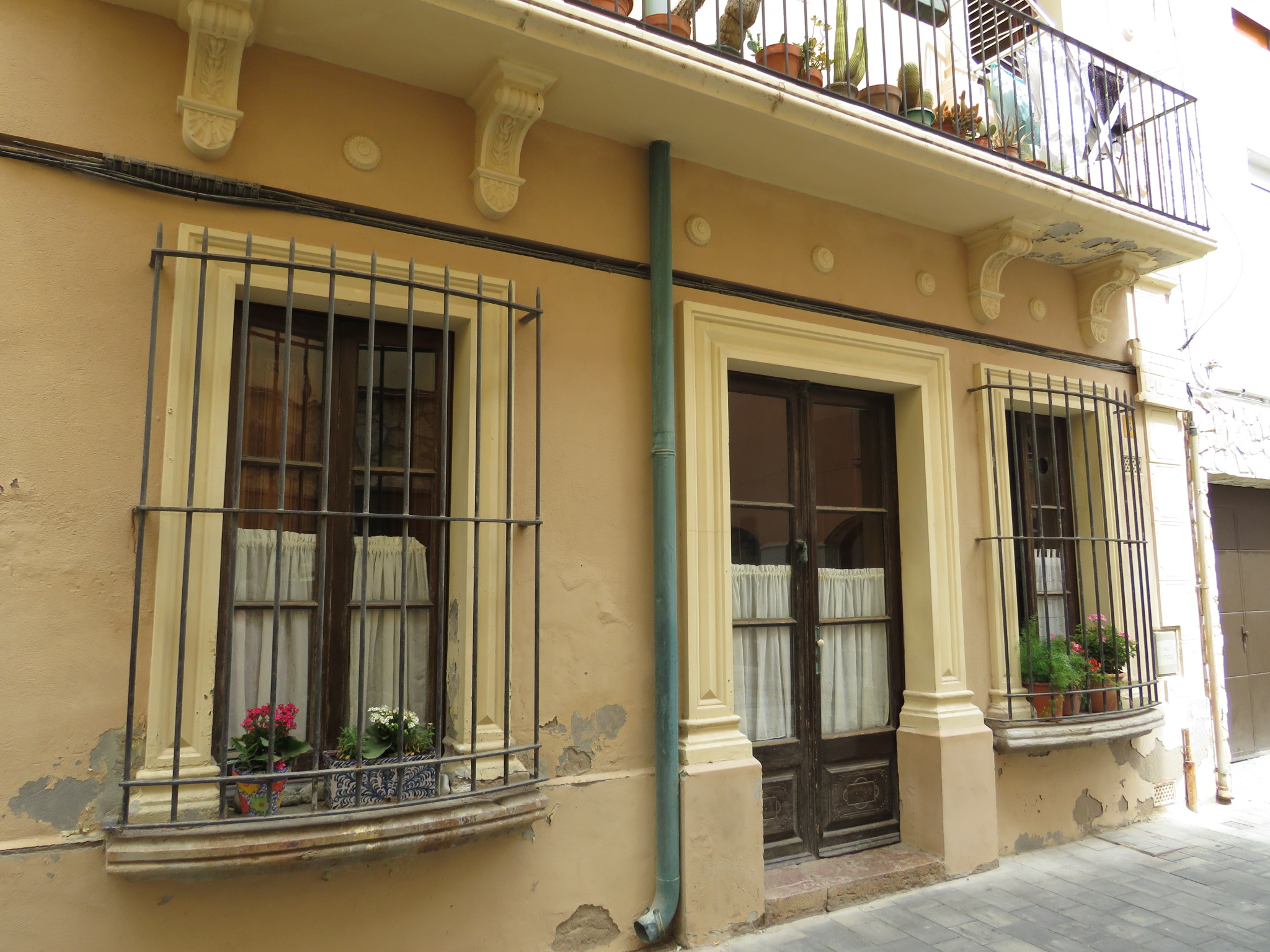
Detall dels baixos

## Història
L'any 1953 l'arquitecte Josep Esteve Corredor intervingué modificant les obertures de la façana del Carrer General Poch. Aquesta primera reforma suposà l'eliminació de la finestra balconera de la planta baixa, convertint-la en una finestra parella a l'altra que ja hi havia, i la desaparició de la tribuna del primer pis, allargant el balcó i canviant-hi la barana balustrada per una de línies rectes.
Posteriorment, en els anys seixanta la casa fou ampliada amb dos pisos, convertint l'immoble en un bloc d'apartaments. Aquesta intervenció suposa l'eliminació de tots els elements antics de les façanes. Les noves façanes presenten grans obertures cobertes amb persianes de llibret i recobriment de pedra en el mur de la planta baixa.